# Geert Buelens
Pour les articles homonymes, voir Buelens.
Geert Buelens, né le 5 février 1971 à Duffel, est un poète, essayiste et chroniqueur belge d'expression néerlandaise .
Depuis mai 2005, il enseigne la littérature néerlandaise contemporaine à l'université d'Utrecht.